# Pakao
Pakao (lat. infernus) jest prema religijskim i mitološkim vjerovanjima mjesto gdje duše ljudi koji umru u smrtnom grijehu trpe vječnu patnju i kaznu. Pojam pakla kao onozemaljskog mjesta prokletstva i muke poznat je u mnogim svjetskim religijama, a osobito u kršćanstvu, islamu i budizmu. U kršćanskoj teologiji pakao se opisuje kao mjesto u kojem obitavaju đavoli i demoni koji muče duše grešnika. Nasuprot tome, prema kršćanskom vjerovanju duše ljudi koji su umrli u miru s Bog odlaze u čistilište, dok duše onih grešnika koji su zavrijedili spasenje odlaze u raj.

## Pakao u raznim religijama

### Kršćanstvo
Prema katoličkoj predaji pakao je nastao kada je arkanđeo Lucifer otpao od Boga s dijelom anđela. Lišeni Božje milosti, pali anđeli nastanili su ognjene dubine pakla u kojem vječnu kaznu nalaze i oni ljudi koji umru u smrtnom grijehu.
U pravoslavnoj teološkoj doktrini pokojnik odlazi u raj ili u pakao bez mogućnosti da se pokaje jer koncept čistilišta ne postoji. Međutim, u pravoslavlju veliku ulogu ima i Posljednji sud i uskrsnuće mrtvih.
Mnoge kršćanske denominacije i sekte poput Adventista sedmog dana, Jehovinih svjedoka i drugih ne prihvaćaju postojanje pakla, odnosno vjeruju da je to samo stadij prema putu k raju.
U Starom zavjetu pakao se u mnogim prijevodima Biblije spominje na onim mjestima gdje se u hebrejskom originalu koristi riječ Šeol, osobito u  Knjizi Postanka (Post 37,35; 42,38; 44,29; 44,31 itd.) i Knjizi Brojeva (Br 16,30).
U Novom zavjetu spominje se pod imenom Had u Evanđelju po Mateju (Mt 11,23 i 16,18), Evanđelju po Luki (Lk 10,15), Djelima apostolskim (Dj 2,27 i 2,31), Prvoj poslanici Korinćanima (1 Kor 15,55) i u Otkrivenju (Otk 1,18; 6,8; 20,13-14).
Pod imenom Gehenna nalazimo ga u novozavjetnim knjigama Evanđelje po Mateju (Mt 10,28; 18,8-9; 22,30-31; 23,15 i 23,33), Evanđelje po Marku (Mk 9,43-47), Evanđelje po Luki (Lk 12,5) i u Jakovljevoj poslanici (Jak 3,6)

### Islam
Pakao se u islamu naziva džehennem, a raj džennet. U Kur’anu se opisuje kao mjesto vječne vatre i patnje. Prema islamskoj tradiciji, pakao je mjesto koje je Bog pripremio za one koji ne vjeruju u Njega, bune se protiv Njegova zakona i odbacuju Njegove poruke. Pakao se pojavljuje pod različitim imenima u islamskim tekstovima. Najčešći su nazivi Jaheem (vatra), Jahannam (pakao), Ladthaa (ognjena vatra), Sa’eer (ognjeni plamen), Saqar (vrućina), Hatamah (slomljeni dijelovi) i Haawiyah (bezdan).

### Judaizam
U hebrejskoj religiji i vjerovanju, pakao se naziva gehenna, a ime je dobila po Hinnomovoj dolini južno od Jeruzalema gdje su djeca žrtvovana bogu Molohu. Stvoritelj pakla je Bog koji je ujedno stvorio i raj. Prema judaizmu, postoje tri ulaza u pakao; u divljini, moru i Jeruzalemu.

## U književnosti
Jedno od najvećih književnih djela na temu je Danteov Pakao, prvi dio Božanstvene komedije. Autor ga je podijelio na 9 krugova te u njih svrstao sve izdajnike, kradljivce, ubojice i ostale počinitelje grijeha. Ostala važna djela su Miltonov Izgubljeni raj i Mjesto prokletih Jonathana Swifta.